# Junta de Andalucía

Logo van de Junta de Andalucía

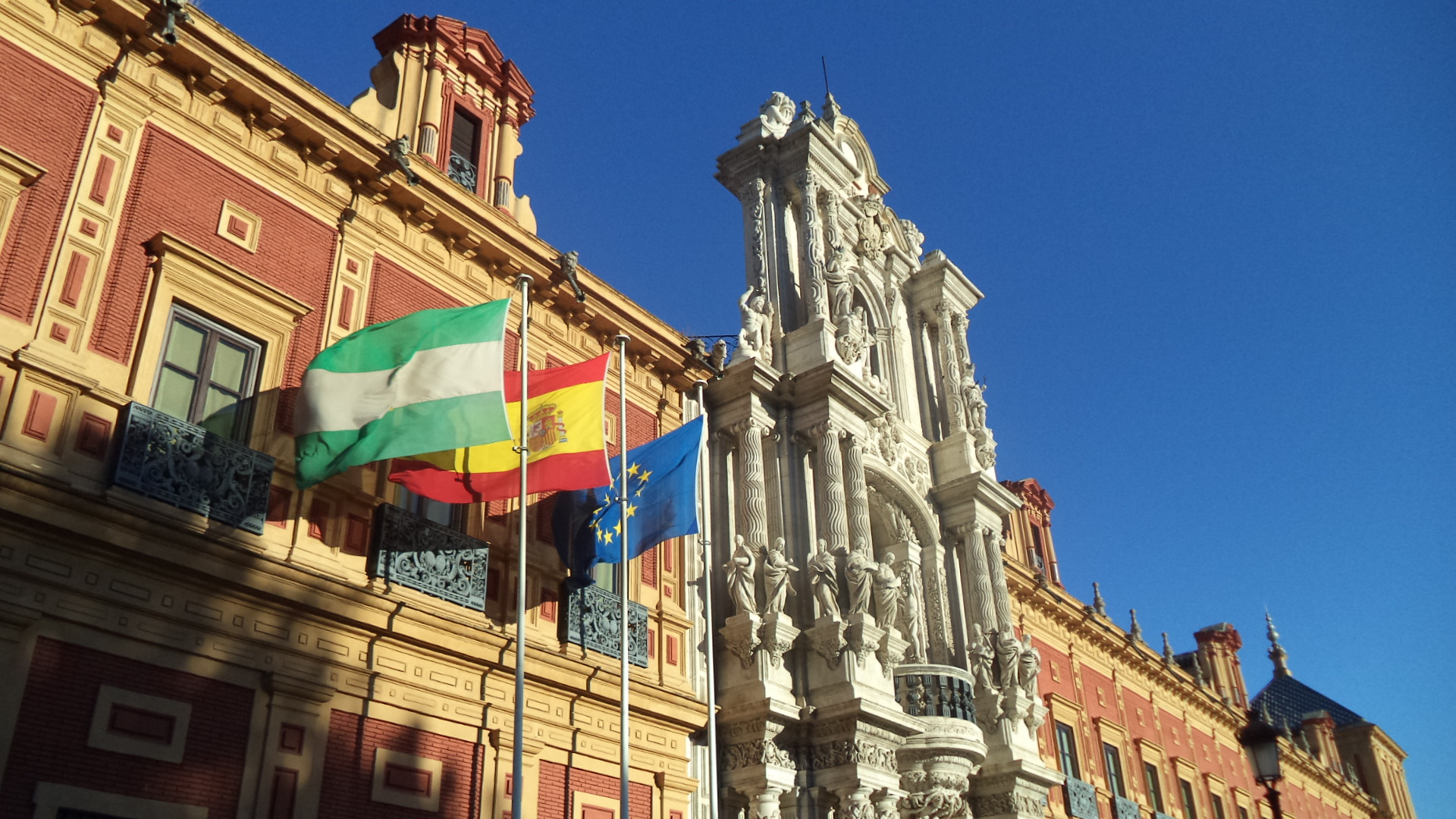
Vlaggen voor het Palacio de San Telmo in Sevilla, kantoor van de Andalusische president

De Junta de Andalucía is het bestuur van de Spaanse autonome gemeenschap Andalusië en is gevestigd in Sevilla. De Junta bestaat uit een regering met een president, een parlement en de administratie van de gemeenschap, en heeft daarnaast competenties op het gebied van rechtspraak, die uit worden gevoerd door het Tribunal Superior de Justicia de Andalucía, Ceuta y Melilla.
Sinds januari 2019 is de president van de Andalusische regering Juan Manuel Moreno.